# Pigeonnier de Laguille

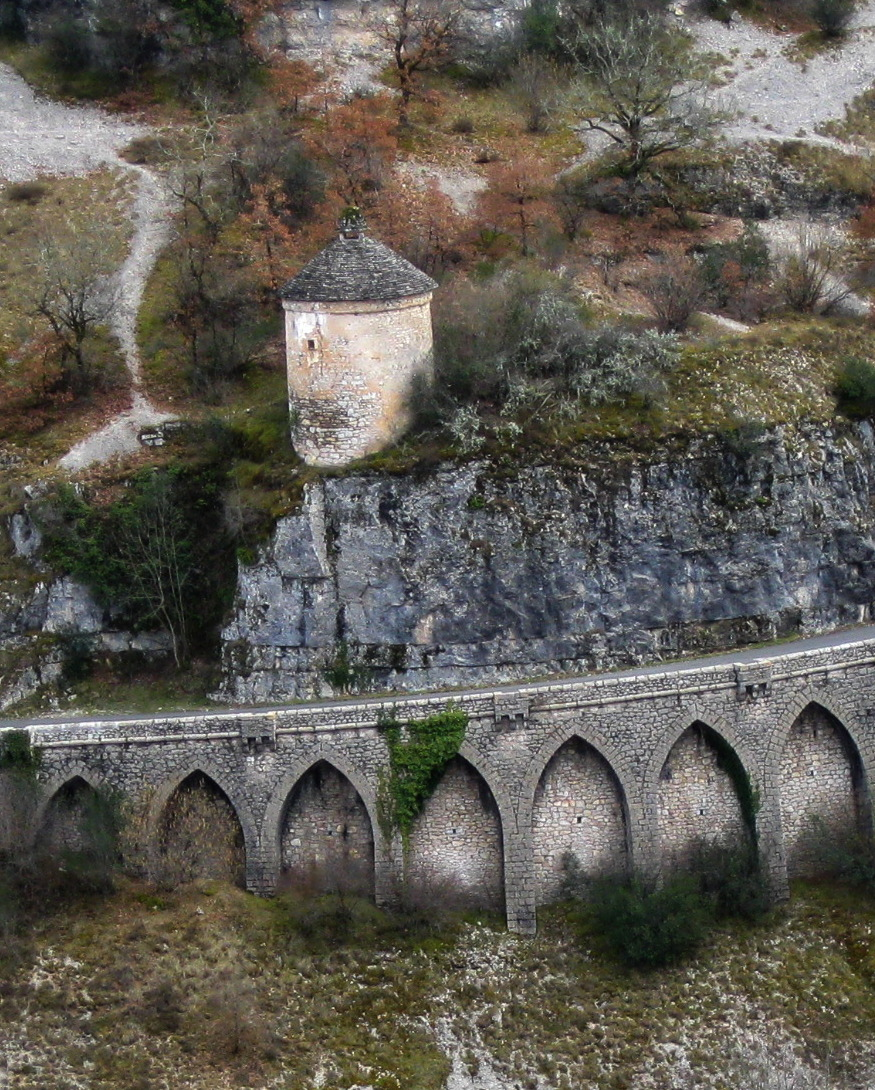
Pigeonnier de Laguille

Der Pigeonnier de Laguille (deutsch: Taubenturm von Laguille) steht auf einer Felsenflanke über dem Fluss Alzou, die südlich gegenüber von  Rocamadour liegt, einer französischen Gemeinde im Département Lot in der Region Okzitanien. Der runde Turm aus Bruchsteinmauerwerk lässt sich nicht datieren, die ortstypische Bauweise wurde vom 16. bis 19. Jahrhundert verwendet. Die Ausführung des Gesims legt eine frühe Datierung nahe, möglicherweise in das 16. Jahrhundert.
Der Taubenturm steht seit 1998 als Monument historique auf der Liste der Baudenkmäler in Frankreich.